# Lijst van voetbalinterlands Belize - El Salvador (vrouwen)
Deze lijst van voetbalinterlands is een overzicht van alle officiële voetbalinterlands tussen de nationale vrouwenteams van Belize en El Salvador. De landen hebben tot nu toe vier keer tegen elkaar gespeeld.

## Wedstrijden
| № | Plaats            | Datum            | Competitie                                       | Wedstrijd            | Uitslag |
| - | ----------------- | ---------------- | ------------------------------------------------ | -------------------- | ------- |
| 1 | Guatemala-Stad    | 27 november 2001 | Centraal-Amerikaanse Spelen 2001                 | Belize − El Salvador | 0 − 6   |
| 2 | Antigua Guatemala | 20 april 2010    | Noord-Amerikaans kampioenschap 2010 kwalificatie | El Salvador − Belize | 9 − 0   |
| 3 | San José          | 8 maart 2013     | Centraal-Amerikaanse Spelen 2013                 | El Salvador − Belize | 9 − 0   |
| 4 | San Salvador      | 16 februari 2022 | Noord-Amerikaans kampioenschap 2022 kwalificatie | El Salvador − Belize | 6 − 0   |

## Samenvatting
| Competitie                                  | Totaal gespeeld | Winst Belize | Gelijk | Winst El Salvador | Doelsaldo Belize – El Salvador |
| ------------------------------------------- | --------------- | ------------ | ------ | ----------------- | ------------------------------ |
| Noord-Amerikaans kampioenschap kwalificatie | 2               | 0            | 0      | 2                 | 0 − 15                         |
| Centraal-Amerikaanse Spelen                 | 2               | 0            | 0      | 2                 | 0 − 15                         |
| Totaal                                      | 4               | 0            | 0      | 4                 | 0 − 30                         |